# Karl 4. af Spanien
Karl 4. (spansk: Carlos Antonio Pascual Francisco Javier Juan Nepomuceno José Januario Serafín Diego de Borbón y Sajonia; født 11. november 1748 i Portici, død 19. januar 1819 i Napoli) var konge af Spanien fra 1788 til 1808.

## Regeringstid
Karl 4. var søn af Karl 3. af Spanien og overtog tronen ved faderens død i 1788. Karl 4. blev væltet ved et kup i 1808. Derefter var sønnen Ferdinand 7. af Spanien  konge marts - maj 1808 og igen 1814 -1833. Fra 1808 til 1814 sad Ferdinand 7. i fransk fængsel, mens Joseph Bonaparte var konge i Spanien.  

## Efterkommere
Karl 4. var gift med Maria Luisa af Parma (1751-1819). De fik følgende børn
- Carlota Joaquina (1775–1830), dronning af Portugal, gift med kong Johan 6. af Portugal
- Maria Amelia (1779–1798)
- Maria Luisa (1782–1824), dronning af (Etrurien (1801 - 1807) og hertuginde af (Lucca (1815 -1824), gift med kong Ludvig 1. af Etrurien (1773 –1803), deres søn Karl Ludvig (1799–1883) var konge af Etrurien (1803 - 1807), hertug af Lucca (1824-1847) og af Parma og Piacenza (1847-1849)
- Ferdinand 7. af Spanien (1784–1833)
- Maria Isabella (1785–1848), dronning af Begge Sicilier, gift med kong Frans 1. af Begge Sicilier (1777 – 1830)
- Carlos María Isidro de Borbón, kendt som 'Don Carlos', greve af Molina (1788–1855), leder af oprøret i den første af Carlistkrigene
- Francisco de Paula (1784–1865), svigerfar til Isabella 2. af Spanien og farfar til Alfons 12. af Spanien
- otte børn, der døde som små